# Азис Положани
Азис Положани (на македонска литературна норма: Азис Положани; на албански: Azis Polozhani) е политик от Северна Македония от албански произход.

## Биография
Азис Положани е роден в стружкото село Ливада. Завършва Медицинския факултет на Прищинския университет през 1989 година. През 1988 година специализира в Загреб, а през 1991 година и в Швейцария. През 1983–1990 година работи в Медицинския факултет в Прищина. От 1998 до 2002 година е депутат. Автор и съавтор на повече от двеста публикации в областта на медицината.
Министър на образованието и науката на Република Македония от 1 ноември 2002 до 6 юли 2006 година.